# 桃園國際機場公司
桃園國際機場股份有限公司（簡稱桃園機場公司、桃機公司）是中華民國交通部出資成立的國營企業，也是臺灣第1個機場公司，主要業務為經營桃園國際機場。其前身為1978年成立，交通部民用航空局附屬機關的中正國際航空站，2006年更名桃園國際航空站，於2010年11月1日公司化並改為現名。該公司目前亦是國際機場協會、財團法人中華民國台灣飛行安全基金會、台灣智慧航空城產業聯盟等組織之團體會員。

## 歷史
為能即時因應市場變化及國際間激烈競爭，順應時勢，中華民國交通部將機場從行政機關轉型為事業機構，透過國營公司之組織型態，導入企業化經營精神，來提升營運效率及服務水準。2009年立法院制定《國營國際機場園區股份有限公司設置條例》（簡稱《機場公司條例》），桃園國際機場即為第一家依據該條例改制為股份公司的機場。
- 1978年7月1日：中正國際航空站成立，隸屬於交通部民用航空局。
- 2006年9月6日：中正國際航空站因應陳水扁政府去蔣化政策，更名為「桃園國際航空站」。
- 2010年11月1日：桃園國際航空站正式公司化，改制為「桃園國際機場股份有限公司」[3]。

## 歷任首長

### 民航局時期
航空站主任
| 姓名   | 就任時間      | 卸任時間      | 備註                                 |
| ------ | ------------- | ------------- | ------------------------------------ |
| 董孝誼 | 1978年7月1日  | 1983年2月28日 | 中正國際航空站主任，首任             |
| 郭德爭 | 1983年2月28日 | 1986年8月16日 |                                      |
| 白永周 | 1986年8月16日 | 1988年8月1日  |                                      |
| 萬家仁 | 1988年8月1日  | 1990年3月1日  |                                      |
| 楊偉鑑 | 1990年3月1日  | 1991年9月1日  |                                      |
| 張豐雄 | 1991年9月1日  | 1994年6月1日  |                                      |
| 周文軍 | 1994年6月1日  | 1997年10月1日 |                                      |
| 王德和 | 1997年10月1日 | 2003年10月7日 |                                      |
| 魏勝之 | 2003年10月7日 | 2007年2月5日  | 2006年9月6日改制為桃園國際航空站主任 |
| 李燦煌 | 2007年2月5日  | 2009年3月5日  |                                      |
| 蕭登科 | 2009年3月5日  | 2010年7月16日 |                                      |
| 魏勝之 | 2010年7月16日 | 2010年11月1日 |                                      |

### 桃園機場公司時期
董事長
| 任別 | 姓名   | 就任時間       | 卸任時間       | 備註                     |
| ---- | ------ | -------------- | -------------- | ------------------------ |
| 1    | 葉匡時 | 2010年11月1日  | 2012年2月1日   | 交通部次長兼任           |
| 2    | 郭蔡文 | 2012年2月1日   | 2013年2月22日  |                          |
| 3    | 尹承蓬 | 2013年2月22日  | 2015年7月31日  |                          |
| 4    | 林鵬良 | 2015年7月31日  | 2016年6月6日   |                          |
| 5    | 曾大仁 | 2016年6月7日   | 2018年10月10日 |                          |
| 6    | 祁文中 | 2018年10月11日 | 2019年1月1日   | 交通部次長兼任           |
| 7    | 王明德 | 2019年1月2日   | 2020年2月26日  |                          |
| 8    | 林國顯 | 2020年2月27日  | 2023年3月13日  | 交通部民用航空局局長兼代 |
| 9    | 楊偉甫 | 2023年3月14日  | 現任           |                          |

## 組織職掌[4]
- 董事長
  - 總稽核
    - 稽核室

  - 總經理
    - 總管理處
    - 職業安全衛生考核處
    - 副總經理
      - 助理副總經理
        - 營運安全處
        - 資通處
        - 航務處
        - 營運控制中心

    - 副總經理
      - 助理副總經理
        - 政風處
        - 人力資源處
        - 公共事務暨行銷處
        - 總務處
        - 法律事務處

    - 副總經理
      - 助理副總經理
        - 業務處
        - 會計處
        - 財務處
        - 物業開發處

    - 副總經理
      - 助理副總經理
        - 工程處
        - 專案工程處
        - 維護處
        - 企業發展處

    - 總工程師
      - 副總工程師